# Ангиогенеза у туморима
Ангиогенеза у туморима је патолошки облик ангиогенезе или неконтролисани раст ендотелних ћелија која лежи у основи појединих болести. За раст туморског ткива које је достигло промер од преко 1-2 mm постојећа исхрана дифузијом не задовољава потребе експанзије туморског ткива и намеће потребу за стварањем нових крвних судова, процесом ангиогенезе. Ангиогенеза туморском ткиву омогућава, даљи и брзи раст, и значајно увећање потенцијала тумора, за даље ширење процесом метастазе, кроз новоотворене васкуларне путеве за продор туморских ћелија у остали део циркулације и појаву симптома болести.
Почетак процеса ангиогенезе у тумору у спрези је са променама односа у локалној равнотежи између проангиогених и антиангиогених регулатора. Најзначајнији стимулатори ангиогенезе су, из групе фактора раста фибробласта (ФГФ) и фактора раста васкуларног ендотела (ВЕГФ), али се сталним истраживањима, листа откривених проангиогених и антиангиогених молекула непрекидно увећава.

## Етиопатогенеза
Тумор дијаметра 1 до 2 милиметра дифузијом добија све материје које су му неопходне за раст, тако да даља судбина тумора зависи од развоја адекватне неоваскуларизације. Ангиогенеза омогућава неоваскуларизацију тумора што му омогућава даљи и брзи раст, и драматично повећава метастатски потенцијала тумора, отварањем путева за продор туморских ћелија у циркулацију и најављује појаву симптома болести. Да тумори користе процес ангиогенезе да би могли да обезбеде свој раст, показала су бројна истраживања међу којима су и она које су спровели Ferrarai и његови сарадници из компаније Genetech, у којима су доказала да инхибиција ангиогенезе може довести до одумирања тумора заустављањем процеса њиховог раста.
У раној фази раста, већина хуманих тумора не изазива ангиогенезу, већ дуго остају мали (на свом месту), све док прекидач за ангиогенезу (енгл. angiogenic switch) не оконча стање васкуларног мировања. Према бројним истраживањима ангиогенезу код тумора заправо подстиче хипоксија, која у њему настаје када за даљи раст туморско ткиво треба више кисеоника. У тако створеним условима недостатка кисеоника (хипоксије) тумор испушта молекуле који су основа ангиогеног прекидача и подстичу раст крвних судова, тако што стварају могућност да ангиогени (проангиогени) фактори ((VEGF, IL-8, bFGF, итд) однесу превагу над антиангиогенима или ангиогеним инхибиторима, редукованим испољавањем инхибитора ангиогенезе (фактора тромбоцита-4, тромбоспондина, ангиостатина и др). Ове медијаторе ангиогенезе могу да стварају саме туморске ћелије, инфламацијске ћелије (макрофаги и др ) и друге ћелије строме повезане са тумором. У туморском ткиву у тој фази развоја почиње формирање нових крвних судова, што означава прелазак премалигнитета у злоћудни тумор.
Почетак процеса ангиогенезе у тумору повезан је са променама у локалном балансу између проангиогених и антиангиогених регулатора. Ангиогени фактори које излучују туморске ћелије 10.000 пута су потентније за деобе ендотелних ћелија. Оне затим мигрирају, и том приликом разграђују базалну мембрану капилара и међућелијску супстанцију захваљујући протеазама које саме луче, или их излучују туморске ћелије и макрофаги. На крају, ендотелне ћелије изграђују крвне судове тумора, који су пропустљивији, проширенији и насумично повезани. Крвни судови тумора заправо предтсављају „улазна врата“ за продор туморских ћелија у циркулацију, што је и први корак према развоју метастаза. Истраживањима је утврђено да је ангиогенеза у непосредној вези са злоћудном трансформацијом тумора, односно што је ангиогенеза израженија, тумор је злоћуднији и брже метастазира.

### Принципи савремене антиангиогене терапије тумора
Првобитна, сазнање да је ангиогенеза од виталног значаја за раст чврстог тумора, дало је наду за могуће пројектовање ефикасних метода за лечење тумора, која би зауставила раст и напредовање тумора, тј стабилизовала здравља пацијентима са малигним болестима. Тако је настала идеја о примени антиангиогена терапије, која би се занивала на спречавању (инхибицији) раста нових крвних судова и повлачењу (регресији) новонасталих, незрелих крвних судова, тумора блокирањем проангиогених фактора. Сложени баланс између проангиогених и антиангиогених фактора постоји у свим микроваскуларним системима и делује као фактор увећања или смањења формација крвних судова.
Главни антиангиогени и проангиогени фактори који су до сада разјашњени наведени су у доњој табели, мада нису сви њихови међусобни механизми у потпуности схваћени:
| Стимулатори ангиогенезе | Инхибитори ангиогенезе |
| --- | --- |
| Фактор раста ендотелног системс (VEGF) Фактор роста фибробласта (FGF) Фактор раста хепатоцита (HGF) Фактори раста слични инсулину (IGFi) Ангиопоетин (Ang) Трансформишући фактор раста β (TGFβ) Трансформишући Фактор некрозе α (TNFα) Тромбоцитни фактор раста (PDGF) Интерлеукин-8 Металопротеиназа матрикса (MMPs) Азот моноксид (NO) Ангиогенин Пролиферин Лептин Васкуларни ћелијски адхезивни молекул-1 (VCAM-1) Вазоактивни интестинални пептид (VIP) Моноцитни хемотаксични протеин (MCP-1) Фактор, индуковане хипоксије — (HIF-1 alpha) Каликреин Инхибитор активатора плазминогена (IAP) Гранулоцитни стимулирајући фактор Фолистатин Плеотрофин | Ендостатин Вазостатин Ангиостатин Канстатин Ткивни инхибитори MMP Тумстатин Растворљива форма рецептора VEGF Тромбоцитни фактор 4 Инхибитор матрикса металопротеиназа Нискомолекуларни пролактин (масе — 16 кДа) Тромбоспондин-1 Трансформишући фактор раста алфа Интерферон алфа/бета Фактор некрозе тумора алфа Интерлеукин-12 Интерлеукин-18 Инхибитори активатора плазминогена (IAP) Арестин Рестин Маспин Антитромбин III Металопротеиназе матрикса (MMP) CXC хемокини без ELR мотива |

Најзначајнији стимулатори ангиогенезе су, сматра се, из групе фактора раста фибробласта (ФГФ) и фактора раста васкуларног ендотела (ВЕГФ), али се списак откривених проангиогених и антиангиогених молекула непрекидно увећава.

### Хипотезе о примени антиангиогенх цитостатика
Према најновијим сазнањима, сматра се да примена антиангиогених цитостатика има неколико предности у односу на традиционалну хемотерапију цитотоксични супстанци, о чему постоји неколико хипотеза:
Прва хипотеза
Без обзира на степен развоја и хетерогености тумора, ангиогенеза туморе је ненеопластички и хомоген процес; отуда и претпоставка да би антиангиогена стратегије била ефикасна и код различитих хуманих чврстих канцера.
Друга хипотеза
Питање отпора који сада постоји према примени хемотерапији или терапије зрачењем (ЦТ или РТ) туморских ћелија, био би решен јер се не би односио и на примену ангиогенских компоненти код чврстог тумора.
Трећа хипотеза
Васкуларизовани делови тумора су лако доступну и неинтерстицијални притисак је често довољан па да се достигне циљани ЕЦС .
Четврта хипотеза
Присуство у табели наведених фактора - регулише и мења рецепторе ЕК у васкулатури тумора, како би се омогућило остварење специфичних терапијских циљева на молекулима васкулатуре тумора, при чему циљне групе неће бити; нормални крвни судови, врста тумора, развојна фаза и фаза раста тумора.